# Pierre Blanchar
Pour les articles homonymes, voir Blanchard et Blanchar.
Pierre Blanchar, né Gustave Pierre Blanchard le 30 juin 1892 à Philippeville (aujourd'hui Skikda, en Algérie) et mort le 21 novembre 1963 à Suresnes (Hauts-de-Seine), est un acteur et metteur en scène français.
Il a notamment joué aux côtés de Michèle Morgan dans le film La Symphonie pastorale (1946) de Jean Delannoy, récompensé par la première Palme d'or, au Festival de Cannes 1946.

## Biographie

### Jeunesse
Après avoir obtenu un sursis en 1913, Pierre Blanchar est incorporé dans l'artillerie dès août 1914. Au front à partir de février 1915 au cours de la Première Guerre mondiale, il est sérieusement blessé par un éclat d'obus le 6 août 1916 à Belloy-en-Santerre (Somme), et reçoit la Croix de guerre avec une citation à l'ordre de son régiment. Il sera également gazé dans les derniers jours de la guerre, le 31 octobre 1918, au Fond de Boussières (Meuse). Il est finalement démobilisé en août 1919[source insuffisante].

### Carrière
Tout d'abord comédien de théâtre dès 1919, Pierre Blanchar apparaît au cinéma en 1922 dans un film muet de Léon Poirier Jocelyn. Choisissant souvent des personnages torturés et complexes comme Raskolnikov dans Crime et Châtiment (1935) de Pierre Chenal, il ne néglige pas la veine comique.
En 1932 il joue le rôle éminemment dramatique de Gilbert Demachy dans Les Croix de bois aux côtés de Gabriel Gabrio et Charles Vanel.
Il interprète huit films pendant la guerre dont Pontcarral, colonel d'Empire (1942), Secrets (1943), et Un seul amour (1943) qu'il réalise lui-même. 
Membre du « Comité de libération du cinéma français » créé en 1943, devenu le « Comité de libération du cinéma », il en devient président le 19 septembre 1944. Il commente de manière vibrante les images de la libération de Paris d'août 1944, tournées par le CLC, dans les actualités qui passent alors au cinéma.
Dans Le Bataillon du ciel (1947) d'Alexander Esway, d'après le livre de Joseph Kessel, Pierre Blanchar joue le rôle du capitaine Ferane, inspiré de la vie et mort de Pierre Marienne (1908-1944), compagnon de la Libération, capitaine parachutiste au 4e bataillon du Spécial Air Service (S.A.S.) des Forces Françaises Libres, parachuté en Bretagne à Plumelec dans le Morbihan le soir du 5 juin 1944, lors du Débarquement de Normandie. L'acteur avait connu Pierre Marienne dans le cinéma avant guerre. De plus, il lui ressemble physiquement.
Le Monocle noir (1961), son dernier film, est tourné au château de Josselin dans le Morbihan.

### Vie privée et décès
Marié à Marthe Vinot, Pierre Blanchar est le père de Dominique Blanchar.
Il meurt le 21 novembre 1963 à Suresnes (Hauts-de-Seine), des suites d'une tumeur au cerveau. Il est inhumé au cimetière de Charonne dans le 20e arrondissement de Paris.

## Filmographie

### Acteur

#### Années 1920
- 1922 : Papa bon cœur de Jacques Grétillat
- 1922 : Jocelyn de Léon Poirier
- 1923 : Le Juge d'instruction de Marcel Dumont
- 1923 : Geneviève de Léon Poirier
- 1923 : Aux jardins de Murcie de René Hervil et Louis Mercanton
- 1924 : L'Arriviste d'André Hugon : Jacques de Mirande
- 1925 : La Terre promise d'Henry Roussel
- 1927 : Le Joueur d'échecs de Raymond Bernard : Boleslas Vorowski
- 1928 : La Valse de l'adieu d'Henry Roussel
- 1929 : La Marche nuptiale ou Les amants de Paris d'André Hugon
- 1929 : Le Capitaine Fracasse d'Alberto Cavalcanti et Henry Wulschleger
- 1929 : Diane d'Erich Waschneck : le lieutenant Gatson Mervil

#### Années 1930
- 1932 : Les Croix de bois de Raymond Bernard : Gilbert Demachy
- 1932 : La Belle marinière d'Harry Lachman : Sylvestre
- 1932 : La Couturière de Lunéville d'Harry Lachman : Claude Roland
- 1932 : L'Atlantide de Georg Wilhelm Pabst : le capitaine de Saint-Avit
- 1933 : Iris perdue et retrouvée de Louis Gasnier
- 1932 : Mélo de Paul Czinner : Pierre, le mari
- 1933 : Zéro de conduite : Jeunes diables au collège de Jean Vigo : un surveillant, sous réserves, confusion avec un homonyme ?
- 1933 : Cette vieille canaille d'Anatole Litvak : Jean Trapeau
- 1934 : Turandot, princesse de Chine de Gerhard Lamprecht et Serge Véber : Kalaf
- 1934 : Au bout du monde d'Henri Chomette et Gustav Ucicky : Jean Arnaud
- 1934 : L'Or de Serge de Poligny et Karl Hartl : François Berthier
- 1935 : Amants et Voleurs de Raymond Bernard : Claude Brezin
- 1935 : Crime et Châtiment de Pierre Chenal : Raskolnikov
- 1936 : Le Diable en bouteille d'Heinz Hilpert, Raoul Ploquin et Reinhart Steinbicker : Keave
- 1936 : Les Bateliers de la Volga de Vladimir Strizhevsky : Vadime Borzine
- 1937 : Une femme sans importance de Jean Choux : Lord Illingworth
- 1937 : Le Coupable de Raymond Bernard : Jérôme Lescuyer
- 1937 : Mademoiselle Docteur de Georg Wilhelm Pabst : Grégor Courdane
- 1937 : Un carnet de bal de Julien Duvivier : Thierry Raynal
- 1937 : La Dame de pique de Fyodor Otsep : Hermann
- 1937 : L'Affaire du courrier de Lyon de Claude Autant-Lara et Maurice Lehmann : Joseph Lesurques et André Dubosc
- 1937 : L'Homme de nulle part de Pierre Chenal : Mathias Pascal, alias Anton Meis
- 1938 : Le Joueur de Gerhard Lamprecht et Louis Daquin : Alexeï Nikitine
- 1938 : L'Étrange Monsieur Victor de Jean Grémillon : Bastien Robineau
- 1938 : A Royal Divorce de Jack Raymond : Napoléon

#### Années 1940
- 1940 : L'Empreinte du dieu de Léonide Moguy : Domitien Van Bergen
- 1941 : La Nuit de décembre de Kurt Bernhardt : Pierre Darmont
- 1941 : La Prière aux étoiles de Marcel Pagnol : Pierre - film resté inachevé
- 1942 : La Neige sur les pas d'André Berthomieu : Marc Romanay
- 1942 : Pontcarral, colonel d'Empire de Jean Delannoy : Pontcarral
- 1943 : Secrets de Pierre Blanchar : René
- 1943 : Un seul amour de Pierre Blanchar : Gérard de Clergue
- 1944 : Le Bossu de Jean Delannoy : le chevalier Henri de Lagardère
- 1944 : Le Journal de la Résistance du Réseau de Résistance du cinéma français - commentaires de Pierre Bost dits par Pierre Blanchar
- 1946 : La Symphonie pastorale de Jean Delannoy : le pasteur Jean Martens
- 1946 : Patrie de Louis Daquin : le comte de Rysoor
- 1947 : Le Bataillon du ciel d'Alexander Esway : Ferane - film tourné en deux époques
- 1948 : Après l'amour de Maurice Tourneur : François Mesaule
- 1949 : Bal Cupidon de Marc-Gilbert Sauvajon : Flip
- 1949 : Docteur Laennec de Maurice Cloche : Dr. René, Théophile Laennec

#### Années 1950 et 1960
- 1950 : Mon ami Sainfoin de Marc-Gilbert Sauvajon  : Sainfoin
- 1959 : Du rififi chez les femmes d'Alex Joffé : le pirate
- 1959 : Katia de Robert Siodmak : Koubaroff
- 1961 : Le Monocle noir de Georges Lautner : le marquis de Villemaur

## Théâtre

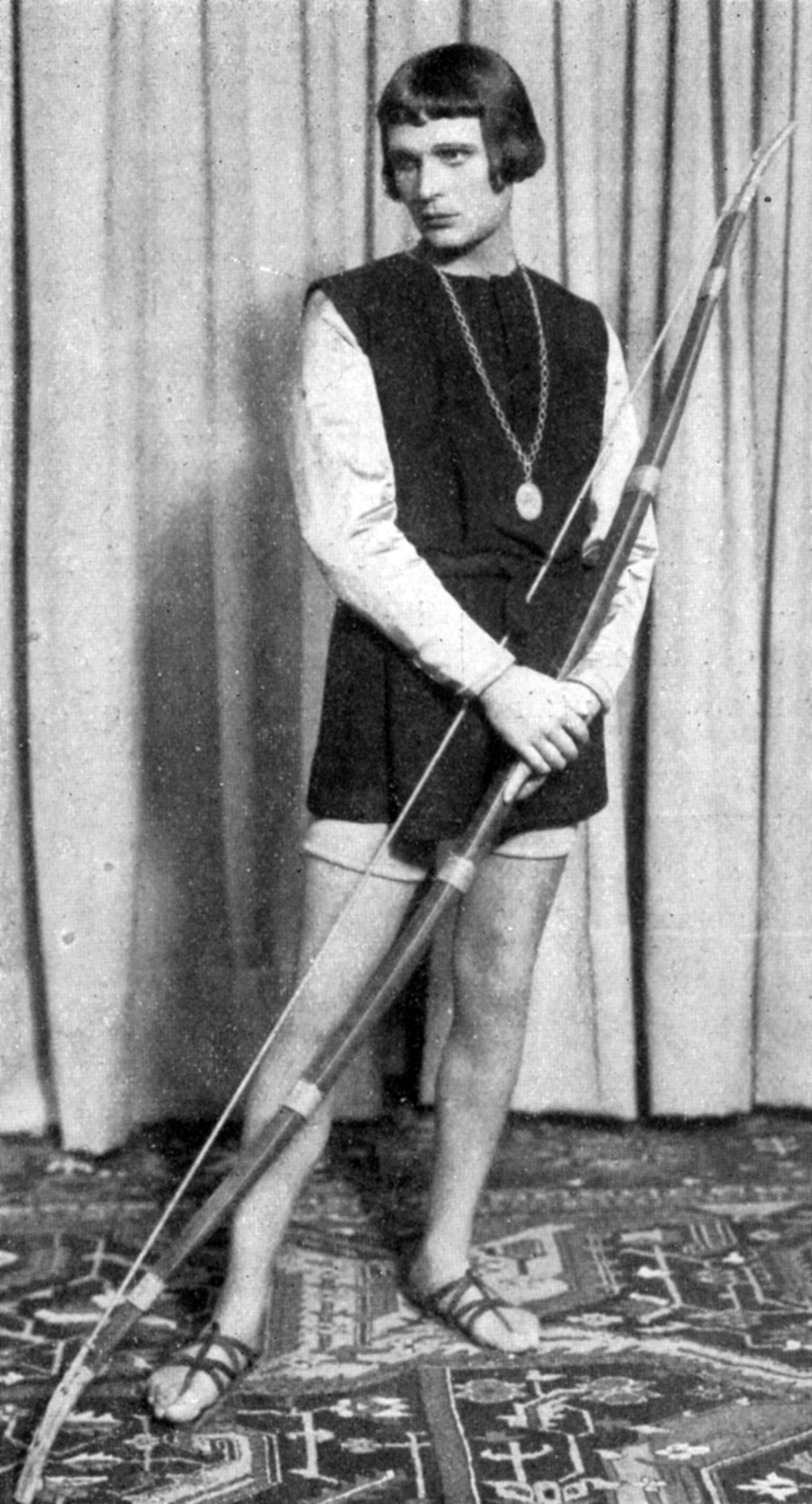
Pierre Blanchar en Pelléas (Théâtre des Champs-Élysées, décembre 1921).

- 1920 : Le Règne de Messaline d'Armand Bour, Théâtre des Variétés
- 1921 : L'Affaire des poisons de Victorien Sardou, Trianon Palace
- 1921 : Les Misérables de Paul Meurice et Charles Hugo d'après le roman de Victor Hugo, Théâtre de l'Odéon
- 1922 : La Flamme de Charles Méré, mise en scène Henry Hertz et Jean Coquelin, Théâtre de l'Ambigu-Comique
- 1923 : La Gardienne de Pierre Frondaie, Théâtre de la Porte-Saint-Martin
- 1924 : Le Printemps des autres de Jean-Jacques Bernard, mise en scène Lugné-Poe, Théâtre Fémina
- 1924 : L'Épreuve du bonheur d'Henri Clerc, Théâtre des Célestins, Théâtre des Arts
- 1924 : Le Geste de Maurice Donnay et Henri Duvernois, Théâtre de la Renaissance
- 1925 : La Vierge au grand cœur de François Porché, mise en scène Simone Le Bargy, Théâtre de la Renaissance
- 1925 : L'Infidèle éperdue de Jacques Natanson, Théâtre de la Michodière
- 1926 : Jazz de Marcel Pagnol, Théâtre des Arts
- 1927 : Knock Out de Jacques Natanson et Jacques Théry, Théâtre Edouard VII avec Arletty
- 1927 : Les Amants de Paris de Pierre Frondaie, Théâtre Sarah-Bernhardt  avec Mmes Sylvie, Mady Berry et MM. Harry Baur et Fernand Fabre
- 1934 : Liberté provisoire de Michel Duran, mise en scène Jacques Baumer, Théâtre Saint-Georges
- 1947 : Nous irons à Valparaiso de Marcel Achard, mise en scène Pierre Blanchar, Théâtre de l'Athénée
- 1948 : Nous irons à Valparaiso de Marcel Achard, mise en scène Pierre Blanchar, Théâtre des Ambassadeurs
- 1949 : Le Silence de la mer d'après Vercors, mise en scène Jean Mercure, Théâtre Édouard VII
- 1950 : Malatesta d'Henry de Montherlant, mise en scène Jean-Louis Barrault, Théâtre Marigny
- 1951 : La Main de César d'André Roussin, mise en scène de l'auteur, Théâtre des Célestins, Théâtre de Paris
- 1953 : L'Heure éblouissante d'Anna Bonacci, mise en scène Fernand Ledoux, Théâtre Antoine
- 1956 : Le Prince endormi de Terence Rattigan, mise en scène Georges Vitaly, Théâtre de la Madeleine
- 1959 : Les Possédés d'Albert Camus d'après Fiodor Dostoïevski, mise en scène Albert Camus, Théâtre Antoine
- 1960 : Jules César de William Shakespeare, mise en scène Jean-Louis Barrault, Odéon-Théâtre de France
- 1961 : Le Voyage de Georges Schehadé, mise en scène Jean-Louis Barrault, Odéon-Théâtre de France
- 1962 : Un otage de Brendan Behan, mise en scène Georges Wilson, Odéon-Théâtre de France

## Distinction
- Mostra de Venise 1935 : Coupe Volpi pour la meilleure interprétation masculine pour Crime et Châtiment de Pierre Chenal.[réf. souhaitée]